# Andrea Pereira
Andrea Pereira Cejudo (* 19. September 1993 in Barcelona) ist eine ehemalige spanische Fußballspielerin.

## Karriere

### Vereine
Pereira spielte das erste Mal im Seniorinnenbereich für die Zweitvertretung von Espanyol Barcelona – bis zum Saisonende 2010/11. In die erste Mannschaft zur Saison 2011/12 aufgerückt, kam sie für diese bis zum Saisonende 2015/16 in der Primera División, der höchsten Spielklasse im spanischen Frauenfußball zu Punktspielen. Am 10. Juni 2012 gewann sie mit ihrer Mannschaft das Finale um die Copa de la Reina, den nationalen Vereinspokal, der mit dem 2:1-Sieg über Athletic Bilbao errungen wurde. 
Von 2016 bis 2018 spielte sie für den Ligakonkurrenten Atlético Madrid, mit dem sie zweimal die Meisterschaft gewann und auch zweimal ins Pokalfinale gelangte – und beide Male gegen den FC Barcelona mit 1:4 und 0:1 verlor. Zu diesem Verein anschließend gewechselt, spielte sie für diesen von 2018 bis 2022 und gewann dreimal das Double (Meisterschaft und Vereinspokal).
Eine neue Herausforderung suchend und nach Mexiko gelangt, war sie zunächst von 2022 bis 2024 für die Frauenfußballmannschaft des Club América in der Liga MX, der höchsten Spielklasse im mexikanischen Frauenfußball aktiv, bevor sie zum Ligakonkurrenten CF Pachuca wechselte.

### Nationalmannschaft
Als Nationalspielerin für den RFEF debütierte sie in der U19-Nationalmannschaft. Sie bestritt vom 31. März 2011 bis zum 5. April 2011 drei und vom 17. November 2011 bis zum 5. April 2012 sechs EM-Qualifikationsspiele, mit dem Ergebnis der Teilnahme an den Europameisterschaften 2011 und 2012. Während für sie und ihre Mannschaft nach drei Spielen in der Gruppe B das Turnier 2011 vorzeitig beendet war, erreichte sie bei ihrer zweiten Teilnahme und mit ihrem fünften Spiel das Finale. Die am 14. Juli 2012 in Antalya gegen die U19-Nationalmannschaft Schwedens ausgetragene Begegnung wurde erst in der Verlängerung mit 0:1 verloren.
Für die A-Nationalmannschaft bestritt sie ihr erstes von 42 Länderspielen am 4. März 2016 in Mogoșoaia im torlosen Freundschaftsspiel gegen die Nationalmannschaft Rumäniens; es war zugleich das erste von insgesamt 16 Freundschaftsspielen. Ferner wurde sie in insgesamt zehn WM- und vier EM-Qualifikations- und drei EM-Endrundenspiele eingesetzt. Sie nahm mit ihrer Mannschaft an vier unterschiedlichen Turnieren teil; in den Turnieren um den Algarve-Cup 2017 (1. und 2. Spiel Gruppe B) und 2019 (1. Spiel Gruppe B) sowie im Turnier um den Zypern-Cup 2018 (1. und 2. Spiel Gruppe B), das mit ihrem dritten Spiel beim 2:0-Sieg im Finale über die Nationalmannschaft Italiens gewonnen wurde, fand sie Berücksichtigung.
In dem vom 5. bis 11. März 2020 in den Vereinigten Staaten ausgetragenen SheBelieves Cup kam sie in den beiden siegreichen Spielen gegen die Nationalmannschaften Japans (3:1) und Englands (1:0) zum Einsatz, wie auch im ersten Spiel beim Arnold-Clark-Cup 2022 beim 1:1-Unentschieden gegen die Nationalmannschaft Deutschlands. Mit dem letzten Spiel in der WM-Qualifikationsgruppe B, beim 5:0-Sieg über die Nationalmannschaft der Ukraine am 6. September 2022 in Madrid bestritt sie auch ihr letztes A-Länderspiel.

## Erfolge
Nationalmannschaft
- Zweiter Arnold-Clark-Cup 2022
- Zweiter SheBelieves-Cup 2020
- Zypern-Cup-Sieger 2018
- Algarve-Cup-Sieger 2017

Club América
- Mexikanischer Meister Clausura 2023

FC Barcelona
- Champions-League-Sieger 2021, -Finalist 2022, 2019
- Spanischer Meister 2020, 2021, 2022
- Spanischer Pokal-Sieger 2020, 2021, 2022

Atlético Madrid
- Spanischer Meister 2017, 2018
- Spanischer Pokal-Finalist 2017, 2018

Espanyol Barcelona
- Spanischer Pokal-Sieger 2012